# Liste von Malern der Düsseldorfer Malerschule
Der von Romeo Maurenbrecher, August Hagen, Atanazy Raczyński, Friedrich von Uechtritz und Anton Fahne entwickelte, von der kunsthistorischen Forschung näher bestimmte Begriff Düsseldorfer Malerschule bezeichnet das soziale und kreative Milieu sowie das Schaffen einer Gruppe von Malern, die vor allem im 19. Jahrhundert – etwa von 1819 bis 1918 – an der Königlich-Preußischen Kunstakademie in Düsseldorf ausgebildet worden waren, dort gelehrt, von Lehrern der Kunstakademie Privatunterricht genommen oder im nahen Umfeld der Kunstakademie gewirkt haben. Das Jahr 1819 markiert die preußische Neugründung der Kunstakademie, das Jahr 1918 das Ende des Ersten Weltkriegs, das in Düsseldorf und an seiner Akademie in künstlerischer, politischer und institutioneller Hinsicht eine wichtige Zäsur darstellt. Die Düsseldorfer Schule entwickelte sich zu einem ortsunabhängigen Phänomen und war nicht auf einen einheitlichen Stil beschränkt. Sie repräsentiert eine Kunstströmung, von der bedeutende Impulse für die Entwicklung der deutschen und europäischen Malerei ausgingen. Sie war die erste international ausstrahlende Künstlerbewegung Düsseldorfs. Zwischen 1819 und 1918 gehörten etwa 4000 Künstler zur Düsseldorfer Malerschule.

## A
- Marie Helene Aarestrup (1826–1919)
- Wilhelm von Abbema (1812–1889)
- Franz Abeck (1898–?)
- Victoria Åberg (1824–1892)
- Andreas Achenbach (1815–1910)
- Benno von Achenbach (1861–1936)
- Oswald Achenbach (1827–1905)
- Jakob Acht (1822–1887)
- Joseph Achten (1822–1867)
- Otto Ackermann (1872–1953)
- Carl Adams (1834–1865)
- Johann Rudolf Adams (1820–1908)
- Karl Gabriel Adelsköld (1830–1914)
- Carl Adloff (1819–1863)
- Arvid Ahlberg (1851–1932)
- Fredrik Ahlstedt (1839–1901)
- Jacob Alberts (1860–1941)
- Otto Albrecht (1881–1943)
- August Algermissen (1872–?)
- Julius Allgeyer (1829–1900)
- Thomas Allen (1849–1924)
- Tasziló Almássy (1847–1915)
- Robert Alott (1850–1910)
- Eugen Altenberg (1886–1965)
- Max Alvary (1851–1898)
- Fritz Amann (1878–1969)
- Cathinca Amyot (1845–1926)
- Ernst Anders (1845–1911)
- Oskar Anderson (1836–1868)
- Sven Andersson (1838–1893)
- Karl Christian Andreae (1823–1904)
- Eliphalet Frazer Andrews (1835–1915)
- Martinus van Andringa (1864–1918)
- Heinrich von Angeli (1840–1925)
- Oscar Emmanuel Angenot (1857–1922)
- Hermann Angermeyer (1876–1955)
- Peter Bernhard Anker (1825–1856)
- Hermann Anschütz (1802–1880)
- Peter Wilhelm App (1803–1855)
- Carl Appel (1866–1937)
- Josef Arbesser von Rastburg (1850–1928)
- Peter Nicolai Arbo (1831–1892)
- Olof Arborelius (1842–1915)
- Emil Arends (1878–?)
- Thomas Armstrong (1832–1911)
- Friedrich Arnold (1815–1854)
- Georg Arnould (1843–1913)
- Albert Arnz (1832–1914)
- Otto Arnz (1823–?)
- Mathias Artaria (1814–1885)
- Hans Artmann (1868–1902)
- Sibylle Ascheberg von Bamberg (1888–1966)
- Heinrich Aschenbroich (1839–1909)
- Carl Theodor Asen (1875–1927)
- Louis Asher (1804–1878)
- Anders Askevold (1834–1900)
- Leo Assenmacher (1904–1981)
- Lili von Asten (1879–1924)
- Hermann Aubel (1834–?)
- Ernst Aufseeser (1880–1940)
- Ellen Auler (1899–1959)
- Axel Axelson (1854–1892)
- Karl Axmacher (1874–1952)

## B
- Paul Bach (1866–1919)
- Gottfried Albert Maria Bachem (1866–1942)
- Hans Bachmann (1852–1917)
- Jakob Bachta (1806–1855)
- Magnus Thulstrup Bagge (1825–1894)
- Hermann Bahner (1867–1938)
- Julius van de Sande Bakhuyzen (1835–1925)
- Robert Balcke (1880–1945)
- Joseph Balmer (1828–1918)
- Carl Balsgaard (1812–1893)
- Arthur Bambridge (1861–1923)
- Arthur Bartels (1874–1925)
- Hans von Bartels (1856–1913)
- Carl Josef Barth (1896–1976)
- Gustav Adolf Barthel (1819–1898)
- Nikolaus Barthelmess (1829–1889)
- Rudolf Barthelmess (1862–1939)
- Wilhelm Bartsch (1871–1953)
- Eduard Robert Bary (1813–1875)
- Mathias Barz (1895–1982)
- Jeanna Bauck (1840–1926)
- Friedrich Baudri (1808–1874)
- Alexander Baumann (1850–1915)
- Hermann Baumeister (1867–1944)
- Rudolf Bäumer (1870–1964)
- Peter Baumgras (1827–1903)
- Albert Baur der Ältere (1835–1906)
- Albert Baur der Jüngere (1867–1959)
- Nikolaus Baur (1816–1879)
- Gisela Baur-Nütten (1886–1981)
- August Bausch (1818–1909)
- Julius Bayerle (1826–1873)
- William Beard (1823–1900)
- August Beck (1823–1872)
- Else von Beck (1888–?)
- Adolf von Becker (1831–1909)
- Anton Becker (1846–1915)
- August Becker (1821–1887)
- Carl Becker (1862–1926)
- Friedrich Becker (1805–1865)
- Hermann Becker (1817–1885)
- Jakob Becker (1810–1872)
- Ludwig Hugo Becker (1833–1868)
- Oskar Becker (1898–1982)
- Rudolf Becker (1856–?)
- Sophia Becker-Leber (1869–1952)
- Rudolf Albert Becker-Heyer (1862–1928)
- Helene von Beckerath (1872–1946)
- Moritz von Beckerath (1838–1896)
- Willy von Beckerath (1868–1938)
- Ludwig Beckmann (1822–1902)
- Wilhelm Beckmann (1852–1942)
- Theodor von der Beek (1838–1921)
- Helene Behm (1864–1942)
- Gustavus Behne (1828–1895)
- Peter Behrens (1868–1940)
- Georg Behrens-Ramberg (1875–1955)
- Robert Beielstein (1859–1933)
- Fritz Beinke (1842–1907)
- Wilhelm Beintmann (1889–?)
- Henri Charles Bekking (1850–1904)
- Arthur Bell (1876–1966)
- Eduard Bendemann (1811–1889)
- Eduard von Bendemann (1877–1959)
- Rudolf Bendemann (1851–1884)
- Franz Bender (1882–1936)
- Paul Bender (1862–1937)
- Leopold Bendix (1818–1883)
- Anna Benkendorff (1855–1943)
- Karl Bennert (1815–1894)
- Karl Bennewitz von Loefen der Jüngere (1856–1931)
- Amalie Bensinger (1809–1889)
- Christian Albrecht von Benzon (1816–1849)
- Johann Baptist Berdellé (1813–1876)
- Moritz Berendt (1805–1888)
- Albert Berg (1832–1916)
- Gunnar Berg (1863–1893)
- Josef Bergenthal (1827–1887)
- Anton Bergh (1828–1907)
- Johan Edvard Bergh (1828–1880)
- Conrad Peter Bergmann (1886–1972)
- Georg Bergmann (1819–1870)
- Julius Bergmann (1861–1940)
- Knud Bergslien (1827–1908)
- Ludolph Berkemeier (1864–1931)
- Joseph Bernardi (1826–1907)
- Wilhelm Bernatzik (1853–1906)
- Ernst von Bernuth (1833–1923)
- Carl Bertling (1835–1918)
- Carl von Bertrab (1863–1914)
- Alexander Bertrand (1877–1947)
- Walter Bertuch (1889–1973)
- Otto Beständig (1873–1931)
- Gerhard Beuthner (1887–?)
- Clemens Bewer (1820–1884)
- Eduard Beyer (1821–1865)
- Alfred von Biber-Palubicki (1836–1908)
- Antonie Biel (1830–1880)
- Leopold Biermann (1875–1922)
- Albert Bierstadt (1830–1902)
- Paul Biesemann (1896–1943)
- Anton Biester (1837–1917)
- Heinrich Franz Carl Billotte (1801–1892)
- Caesar Bimmermann (1821–1888)
- Paul Bindel (1894–1973)
- Friedrich Bindewald (1862–1940)
- George Caleb Bingham (1811–1879)
- Joseph August Bissinger (1814–1851)
- Ferdinand Bithorn (~1815–1865)
- Adolf Fredrik Björlin (1837–1915)
- Julius Blaeser (1814–1834)
- Louis Ammy Blanc (1810–1885)
- Moritz Blanckarts (1839–1883)
- August Blankenstein (1876–1931)
- Henrik Joesten Bleeker (1869–1930)
- Georg Bleibtreu (1828–1892)
- Andreas Bloch (1860–1917)
- August Bloch (1876–1949)
- Wolf Bloem (1896–1971)
- Richard Bloos (1878–1957)
- Ludwig Blume-Siebert (1853–1929)
- Gregor von Bochmann (1850–1930)
- Karl Bock (1873–1940)
- Adolph Böcking (1782–1861)
- Arnold Böcklin (1827–1901)
- Wilhelm Bode (1830–1893)
- Erik Bodom (1829–1879)
- Gustav Adolf Boenisch (1802–1887)
- Carl Bøgh (1827–1893)
- William Lockhart Bogle (1857–1900)
- Alexei Petrowitsch Bogoljubow (1824–1896)
- Alfred Böhm (1850–1885)
- Heinrich Böhmer (1852–1930)
- Christian Ludwig Bokelmann (1844–1894)
- Carl Böker (1836–1905)
- Reinholdt Boll (1825–1897)
- Emil Bollmann (1885–1955)
- Hanns Bolz (1885–1918)
- Robert Böninger (1869–1935)
- Claus Hermann de Boor (1848–1889)
- Carl Boppo (1840–1928)
- Agnes Börjesson (1827–1900)
- Alexander Nikolaus Borsow (1854–1895)
- Ernst Bosch (1834–1917)
- Karl Bösch (1883–1952)
- Friedrich Boser (1809–1881)
- Lorenz Bösken (1891–1967)
- Johann Caspar Bosshardt (1823–1887)
- Hermann Both (1826–1861)
- Emil Bott (?–1908)
- Christian Eduard Boettcher (1818–1889)
- William Bottomley (1816–1900)
- Franz Everhard Bourel (1803–1871)
- Alfred Bournye (1825–?)
- Otto Boyer (1874–1912)
- Eugen Bracht (1842–1921)
- Gustaf Brandelius (1833–1884)
- Wilhelm Brandenberg (1889–1975)
- Paul Brandenburg (1866–1925)
- Wilhelm Brandenburg (1824–1901)
- Gustav Brandt (1861–1919)
- Gustav Bregenzer (1850–1919)
- Alfred Breitenstein (1828–1853)
- Johann Bremermann (1827–1897)
- Richard Brend’amour (1831–1915)
- Franz Brentano (1840–1888)
- Christian Breslauer (1802–1882)
- Julius Bretz (1870–1953)
- Emy von Briesen (1857–1936)
- Hermann Brinckmann (1830–1902)
- Heinrich Brocke (1895–1969)
- Friedrich Brockmann (1809–1886)
- August Bromeis (1813–1881)
- Alfred von Brühl (1862–1922)
- Christen Brun (1828–1905)
- Edmund Brüning (1865–1910)
- Ferdinand Brütt (1849–1936)
- Paul Bücher (1891–1968)
- Peter Bücken (1830–1915)
- Bernhard Budde (1828–1899)
- Minna von Budinszky (1850–1913)
- Gustav Daniel Budkowski (1813–1884)
- Jakob Ludwig Buhl (1821–1880)
- Conrad Bühlmayer (1835–1883)
- Hermann Bull (1885–1947)
- Leonhard Bülow (1817–1890)
- William Gedney Bunce (1840–1916)
- Max Burchartz (1887–1961)
- James Moulton Burfield (1845–1888)
- Anton Burger (1824–1905)
- Wilhelm Heinrich Burger-Willing (1882–1966)
- Hugo Bürkner (1818–1897)
- Fritz Burmann (1892–1945)
- Sigfrido Burmann (1890–1980)
- Georg Burmester (1864–1936)
- Gerald Maurice Burn (1862–1945)
- Richard Burnier (1826–1884)
- Wilhelm Busch (1832–1908)
- Bernhard Büter (1883–1959)
- Anton Bütler (1819–1874)
- Joseph Niklaus Bütler (1822–1885)
- Carl Büttger (1838–1919)

## C
- Alexandre Calame (1810–1864)
- Arthur Calame (1843–1919)
- Reinhold Callmander (1840–1922)
- Johan Georg Bøhmer Campbell (1835–1871)
- Felix Camphausen (1854–1910)
- Wilhelm Camphausen (1818–1885)
- Gilbert von Canal (1849–1927)
- Gustav Jacob Canton (1813–1885)
- August Cappelen (1827–1852)
- Adolf Carl (1814–1845)
- Gustaf Carleman (1821–1911)
- Hans Carp (1882–1936)
- Hans Cauer (1870–1900)
- Robert Cauer der Ältere (1831–1893)
- Cesare Cavaliè (1835–1907)
- Gustaf Cederström (1845–1933)
- Thure Cederström (1843–1924)
- Jaroslav Čermák (1830–1878)
- Theo Champion (1887–1952)
- August Adolf Chauvin (1810–1884)
- Alfred Chavannes (1836–1894)
- Ferdinand Chevalier (1835–?)
- Max von Chézy (1808–1846)
- Wilhelm Christens (1878–1964)
- Fanny Churberg (1845–1892)
- Max Clarenbach (1880–1952)
- John Clark (1830–1905)
- Carl Clasen (1812–1886)
- Josef Clasen (1868–1892)
- Lorenz Clasen (1812–1899)
- Maria Cleff (1869–1935)
- Walter Cleff (1870–1939)
- Lawrence Ludlow Cohen (1836–1918)
- Carl Cohnen (1887–1976)
- Frederik Collett (1839–1914)
- Franz Heinrich Commans (1837–1919)
- Douglas John Connah (1871–1941)
- Carl Emanuel Conrad (1810–1873)
- Gustav Conz (1832–1914)
- Walter Corde (1876–1944)
- Johann Wilhelm Cordes (1824–1869)
- Peter von Cornelius (1783–1867)
- Ludwig des Coudres (1820–1878)
- Fanny Coupette (1854–1933)
- Alphons von Cramer (1834–1884)
- Hubert Cramer-Berke (1886–?)
- Lionel Townsend Crawshaw (1864–1949)
- Franz Cremer (1845–1908)
- Gustav Creuzer (1812–1862)
- Ernest Crofts (1847–1911)
- Georg Heinrich Crola (1804–1879)
- Hugo Crola (1841–1910)
- Rudolf Cronau (1855–1939)
- David Edward Cronin (1839–1925)
- Johan Mengels Culverhouse (1820–1894)
- Henry James Cumming (1852–1917)
- Ferdinand Carl Cürten (1892–1945)
- Edward L. Custer (1837–1881)
- Wilhelm Custor (1824–1858)
- Mechthild Czapek-Buschmann (1871–1931)

## D
- Eduard Daelen (1848–1923)
- Carl Ferdinand Dahl (1810–1887)
- Axel Dahl (1832–1880)
- Hans Dahl (1849–1937)
- Hjalmar Alfred Dahl (1856–1884)
- Karl Wilhelm Dahl (1869–1942)
- Reiner Dahlen (1837–1874)
- Charles William Dahlgreen (1864–1955)
- Hugo Darnaut (1851–1937)
- Herminia Borchard Dassel (1821–1857)
- Carl Friedrich Daubenspeck (1857–1931)
- Vincent Deckers (1864–1905)
- Josef Dederichs (1873–1958)
- Ernst Deger (1809–1885)
- Wilhelm Degode (1862–1931)
- Carl Deiker (1879–1958)
- Carl Friedrich Deiker (1836–1892)
- Hans Deiker (1876–1945)
- Johannes Deiker (1822–1895)
- Hans Deiters (1868–1922)
- Heinrich Deiters (1840–1916)
- Franz Delaforgue (1887–1965)
- Albert Delstanche (1870–1941)
- Paula Demmler (1891–1959)
- Willy Hugo Demmler (1887–1954)
- Epiphane Denis (1823–1891)
- Oskar Detering (1872–1943)
- Henry Edward Detmold (1854–1924)
- August Deusser (1870–1942)
- Anton Dieffenbach (1831–1914)
- Jakob Fürchtegott Dielmann (1809–1885)
- Anton Dietrich (1833–1904)
- Johanne Mathilde Dietrichson (1837–1921)
- Fritz Dinger (1827–1904)
- Otto Dinger (1860–1928)
- Andreas Dirks (1865–1922)
- Nikolai Dmitrijewitsch Dmitrijew-Orenburgski (1837–1898)
- Wilhelm Döringer (1862–1926)
- Friedrich Dorn (1861–1901)
- Heinrich von Dörnberg (1831–1905)
- Ferdinand Theodor Dose (1818–1851)
- Walter Draesner (1891–1940)
- Johann Georg Dreydorff (1873–1935)
- Wilhelm Drinhausen (1821–1875)
- Eugen Dücker (1841–1916)
- Leopold Dumonceau (1825–1893)
- Alfred Dumont (1828–1894)
- Carl Duncker (1808–1868)
- Johannes Duntze (1823–1895)
- Eugen Düssel (1879–1957)
- Ella Moss Duval (1843–1911)

## E
- Fritz Ebel (1835–1895)
- Adam Eberle (1804–1832)
- Otto Eberlein (1827–1896)
- Emil Ebers (1807–1884)
- Themistokles von Eckenbrecher (1842–1921)
- Johan Fredrik Eckersberg (1822–1870)
- Georg Maria Eckert (1828–1901)
- Alfred Eckhardt (1911–1988)
- Carl Peter Eckhardt (1808–1897)
- Gottfried Eckhardt (1865–1933)
- Jenny Eckhardt (1816–1850)
- Wilhelm Eckstein (1863–1936)
- Carl Ederer (1875–1951)
- Julie von Egloffstein (1792–1869)
- Marie Egner (1850–1940)
- Friedrich Joseph Ehemant (1804–1842)
- John Whetton Ehninger (1827–1889)
- Adolf Ehrhardt (1813–1899)
- Bruno Ehrich (1861–1947)
- Heinrich Ehrich (1825–1909)
- Eduard Ehrke (1837–1911)
- Robert Eich (1828–?)
- Anton Eitel (1841–1928)
- Ernst Eitner (1867–1955)
- Karl Anders Ekman (1833–1855)
- Erik Ekroth (1883–1954)
- Carl Elb (1817–1887)
- John Adams Elder (1833–1895)
- David Levy Elkan (1808–1865)
- Leo von Elliot (1816–1890)
- Rudolf Elster (1820–1872)
- Friedrich Eltermann (1835–1919)
- Emma Elwin (1824–1900)
- Felix von Ende (1856–1929)
- Henry Enfield (1849–1911)
- Carl Engel von der Rabenau (1817–1870)
- Hermann von Engelhardt (1853–1914)
- Robert von Engelhardt (1862–1936)
- Catherine Engelhart (1845–1926)
- Robert Engels (1866–1926)
- Albert Engstfeld (1876–1956)
- Vilhelm Oskar Engström (1830–1877)
- Rudolf Epp (1834–1910)
- Artur Erdle (1889–1961)
- Alma Erdmann (1872–?)
- Ludwig Erdmann (1820–?)
- Otto Erdmann (1834–1905)
- Elias Erdtman (1862–1945)
- Leon von Erhardt (1847–1933)
- Anna Elisabeth von Erlach (1856–1906)
- Emil von Ernst (1817–1905)
- Otto von Ernst (1853–1925)
- Mathilde Esch (1815–1904)
- Alexander Essfeld (1874–1939)
- Felix Eulenburg (1881–1910)
- Eduard Euler (1867–1931)
- Heinrich Ewers (1817–1885)
- Ilna Ewers-Wunderwald (1875–1957)
- Carl Gottfried Eybe (1813–1893)

## F
- Friedrich Wilhelm Fabarius (1815–1900)
- Ferdinand Julius Fagerlin (1825–1907)
- Emma Fahne (1836–1905)
- Carl Ludwig Fahrbach (1835–1902)
- James Fairman (1826–1904)
- Richard Falkenberg (1875–1948)
- Henry Farny (1847–1916)
- Viggo Fauerholdt (1832–1883)
- Carl Faust (1874–1935)
- Joseph Fay (1812–1875)
- Ludwig Fay (1859–1906)
- Thomas Fearnley (1802–1842)
- Julius Fedders (1838–1909)
- Hans Peter Feddersen d. J. (1848–1941)
- Heinrich Federer (1819–1859)
- Richard Fehdmer (1860–1945)
- Fritz Feigler (1889–1948)
- Georg Wilhelm Feistkorn (1811–1843)
- Louis Feldmann (1856–1928)
- Max Felgentreu (1874–1952)
- Aloys Fellmann (1855–1892)
- Jakob Felsing (1802–1883)
- Oskar Felsko (1848–1921)
- Anselm Feuerbach (1829–1880)
- Henry FewSmith (1821–1846)
- Carl Fey (1867–1939)
- Carl Otto Fey (1894–1971)
- Hans Fiedler (1903–?)
- Carl Fielgraf (1804–?)
- Otto Clemens Fikentscher (1831–1880)
- Catharina Fischbach (1804–1872)
- Heinrich Fischbach (1833–?)
- Helene von Fischer (1843–?)
- Richard Fischer (1826–1870)
- Jakob Fischer-Rhein (1888–1976)
- Georg Flad (1853–1913)
- Albert Flamm (1823–1906)
- Carl Flamm (1870–1914)
- Fritz Flamme (1873–1961)
- Richard Flatters (1822–1876)
- Emil Flecken (1890–1981)
- Paul Flickel (1852–1903)
- August Flinker (1853–1908)
- Heinz Flockenhaus (1856–1919 oder 1921)
- Gisbert Flüggen (1811–1859)
- Wilhelm Focke (1878–1974)
- Emil Foerster (1822–1906)
- Poppe Folkerts (1875–1949)
- Hanna Fonk (1905–1969)
- Carl Ernst Forberg (1844–1915)
- Robert Forell (1858–1927)
- Victor Forssell (1846–1931)
- Victor Johann von der Forst (1863–1901)
- Ernst Förster (1800–1885)
- Arnold Forstmann (1842–1914 [oder später])
- Philipp Franck (1860–1944)
- Felix Frang (1862–1932)
- Eugen Frank-Colon (?–?)
- Paul von Franken (1818–1884)
- Theodor Franken (1811–1876)
- Eduard Frederich (1811–1864)
- Clemens Freitag (1883–1969)
- Oskar Freiwirth-Lützow (1862–1925)
- Alexander Frenz (1861–1941)
- Julius Freymuth (1881–1961)
- Richard Freytag (1820–1894)
- Joachim Frich (1810–1858)
- Gertrud Friedersdorff (1882–?)
- Robert Friedersdorff (1885–1970)
- Friedrich Friedländer (1825–1901)
- Ernestine Friedrichsen (1824–1892)
- Bernhard Fries (1820–1879)
- Arnold Frische (1869–1944)
- Emil Frische (1872–?)
- Heinrich Ludwig Frische (1831–1901)
- Friedrich Rudolf von Frisching (1833–1906)
- Wilhelm Fritzel (1870–1943)
- Ernst Fröhlich (1810–1882)
- Heinrich Froitzheim (1866–1904)
- Heinrich Froitzheim (1875–1944)
- Otto Frölicher (1840–1890)
- Otto Frommel (1835–1861)
- Alexandra Frosterus-Såltin (1837–1916)
- Alfred Fuchs (1877–1954)
- Franz Fuchs (1871–?)
- Therese Fuchs (1849–1910)
- Hermann Fuechsel (1833–1915)
- Karl Maria Funck (1892–1945)
- Theodor Funck (1867–1919)
- Heinrich Funk (1807–1877)
- Bernhard Dietrich Funke (1799–1837)
- Horace Howard Furness (1833–1912)
- William Henry Furness (1827–1867)
- Solly Fürstenberg (1810–1887)

## G
- Paul Emil Gabel (1875–1938)
- Jacques Gachot (1885–1954)
- Bernard Gaertner (1881–1938)
- Francesco Gamba (1818–1887)
- Theodor Gansen (1887–1956)
- Albert Gartmann (1876–1946)
- Theophil Gassen (1805–1878)
- Bernhard Gauer (1882–1955)
- Wilhelm Gause (1853–1916)
- Wilhelm Gdanietz (1893–1969)
- Adolf Gebhard (1887–1974)
- Eduard von Gebhardt (1838–1925)
- Teo Gebürsch (1899–1958)
- Henry Ludwig Geertz (1872–?)
- Julius Geertz (1837–1902)
- Wilhelm von Gegerfelt (1844–1920)
- Hermann Gehrich (?–?)
- Anna Gehrts (1855–1901)
- Carl Gehrts (1853–1898)
- Franz Gehrts (1860–1894)
- Johannes Gehrts (1855–1921)
- Bernard te Gempt (1826–1879)
- Georg Genschow (1828–1902)
- Martin Gensler (1811–1881)
- Ismael Gentz (1862–1914)
- Daniel Cornelius Gesell (1822–1889)
- Alexander Gerbig (1878–1948)
- Friedrich Gerhardt (1828–1921)
- Helene Gericke (1869–?)
- Robert Germain (1884–?)
- Eduard Geselschap (1814–1878)
- Friedrich Geselschap (1835–1898)
- Richard Gessner (1894–1989)
- Walter Gewecke (1867–?)
- Isaac Alexander Gibbs (1849–1889)
- Richard Gibon (1872–1947)
- Max Eduard Giese (1867–1916)
- Sanford Robinson Gifford (1823–1880)
- Nicolas Gilles (1870–1939)
- Karl Gillissen (1842–1924)
- Thérèse Glaesener-Hartmann (1858–1923)
- Adam Goswin Glaser (1815–1900)
- Otto Gleichmann (1887–1963)
- Carl Glinzer (1802–1878)
- Johannes Glückert (1868–?)
- Bernhard Gobiet (1892–1945)
- Alexander Gocke (1877–1951)
- August Godtknecht (1824–1888)
- Carl Goebel (1866–1936)
- Heinrich Gogarten (1850–1911)
- Josse Goossens (1876–1929)
- Henri Goovaerts (1865–1912)
- Rudolf Gosekuhl (1898–1951)
- Johann Peter Götting (1795–1855)
- Jakob Götzenberger (1802–1866)
- Bertha von Grab (1840–1907)
- Christian Grabau (1810–1874)
- Gustav Graef (1821–1895)
- Otto Grashof (1812–1876)
- Adolf Graß (1841–1926)
- Fritz Grebe (1850–1924)
- Peter Greeff (1865–1939)
- Johannes Greferath (1872–1946)
- Tõnis Grenzstein (1863–1916)
- Hedwig Greve (1850–1925)
- Anton Greven (1810–1838)
- Eduard Grieben (1813–1870)
- Johannes Grimelund (1842–1917)
- Hermann Grimm (1860–1931)
- German Grobe (1857–1938)
- Theodor Groll (1857–1913)
- Wilhelm Gustav Groos (1824–?)
- Otto von Groote (1883–1943)
- Clara Grosch (1863–1932)
- August Grothaus (?–?)
- Jean Grothe (1865–1924)
- Philipp Grotjohann (1841–1892)
- Charles de Groux (1825–1870)
- Johann Grund (1808–1887)
- Emil Otto Grundmann (1844–1890)
- Eugen Grünert (1856–1910)
- Hans Fredrik Gude (1825–1903)
- Eugene von Guerard (1811–1901)
- Polikarp Gumiński (1820–?)
- Julius von Gundelfinger (1833–1894)
- Erwin Günther (1864–1927)
- Julius Günther (1830–1902)
- Otto Edmund Günther (1838–1884)
- Leopold Günther-Schwerin (1865–1945)
- Bernhard Gutmann (1869–1936)
- Louis Gurlitt (1812–1897)
- Emma Gyldén (1835–1874)

## H
- Ludwig Haach (1813–1842)
- Herman van der Haar (1867–1938)
- Carl von Haase (1844–1913)
- Carl von Häberlin (1832–1911)
- Henriette Paula Häberlin (1882–1968)
- Anton Hackenbroich (1878–1969)
- Georg Hacker (1863–1945)
- Joseph Haecke (1811–?)
- Gillis Hafström (1841–1909)
- August Hagen (1875–1944)
- Theodor Hagen (1842–1919)
- Eduard von Hagens (1813–1888)
- Carl Wilhelm Hahn (1829–1887)
- George Henry Hall (1825–1913)
- Alfred Hamacher (1862–1935)
- Theodor Hamacher (1825–1865)
- Willy Hamacher (1865–1909)
- Georg Hambüchen (1901–1971)
- Wilhelm Hambüchen (1869–1939)
- Jan Hamkens (1863–1918)
- Paul Händler (1833–1903)
- Eduard Handwerck (1824–1883)
- Willy Hanft (1888–1987)
- Friedhelm Haniel (1888–1938)
- Hubert Hannemann (1888–?)
- Auguste Hansch (1856–1911)
- Josef Hansen (1871–?)
- Aasta Hansteen (1824–1908)
- Hermann von Hanstein (1809–1878)
- Anna Happach (1892–1963)
- Carl Happel (1819–1914)
- Friedrich Happel (1825–1854)
- Peter Heinrich Happel (1813–1854)
- Ernst Hardt (1869–1917)
- Dudley Hardy (1867–1922)
- Ferdinand von Harrach (1832–1915)
- Hugo Harrer (1836–1876)
- Wilhelm Harsing (1861–?)
- James McDougal Hart (1828–1901)
- Irma Hartje-Leudesdorff (1881–1958)
- Wilhelm Hartkopf (1862–1918)
- Erich Hartmann (1886–1974)
- Ernst Hartmann (1818–1900)
- Friedrich Hermann Hartmann (1822–1902)
- Fritz Hartmann (1878–1961)
- Hermann Eduard Hartmann (1817–1881)
- Leopold Hartmann (1839–1897)
- Joseph Hartogensis (1822–1865)
- Aenni Hartung (1891–1983)
- Heinrich Hartung II. (1816–1893)
- Heinrich Hartung III. (1851–1919)
- Heinrich Hartung IV. (1888–1966)
- Carl Friedrich Harveng (1832–1874)
- Ernst Hase (1889–1968)
- William Stanley Haseltine (1835–1900)
- Erich Hasenclever (1886–1967)
- Johann Peter Hasenclever (1810–1853)
- Ada Haseloff-Preyer (1878–1970)
- Carl Hasenpflug (1802–1858)
- Adolf Hasselblatt (1823–1896)
- Lambert Hastenrath (1815–1882)
- Matthew Hastings (1834–1919)
- Hermann Haucke (1886–1925)
- Carl Haver (1859–1920 oder 1924)
- Johann Eduard Hay (1815–1841)
- Franz Hecker (1870–1944)
- Peter Hecker (1884–1971)
- Theodor Hecker (1841–?)
- Carl Heel (1841–1911)
- Johann Christian Heerdt (1812–1878)
- Minna Heeren (1823–1898)
- Heinrich Hegeler (1861–1932)
- Otto Heichert (1868–1946)
- Leo Heidkamp (1883–?)
- Friedrich Heimerdinger (1817–1882)
- Heinrich Heimes (1855–1933)
- Walter Heimig (1880–1955)
- Eduard Hein (1854–1918)
- Julie Heine (1855–1935)
- Thomas Theodor Heine (1867–1948)
- Wilhelm Joseph Heine (1813–1839)
- Heinz Heinrichs (1886–1957)
- Wilhelm Heinrichsdorff (1864–1936)
- Alfred Heinsohn (1875–1927)
- Friedrich Wilhelm Heithecker (1804–1881)
- Ludwig Heitland (1837–1911)
- Viktor Helander (1839–1901)
- Jules Helbig (1821–1906)
- Hermann Hellbusch (1879–1968)
- Carl von der Hellen (1843–1902)
- Adolf Heller (1874–1914)
- Emil Hellrath (1838–1923)
- Carl Hellström (1841–1916)
- Frederik Ferdinand Helsted (1809–1875)
- Carl Hemming (1867–1932)
- Walter Hemming (1894–1979)
- Hermann Carl Hempel (1848–1921)
- Sara Hendriks (1846–1925)
- Ottmar Hendschel (1845–1925)
- Franz Hengsbach (1812–1883)
- Anton Henke (1854–1918)
- Christian Joseph Henke (1885–1958)
- Lionel Charles Henley (1833–1893)
- Adolf Henning (1809–1900)
- Albert Henrich (1899–1971)
- Paul Henschel (1889–1982)
- Wilhelm Herberholz (1881–1956)
- Thomas Herbst (1848–1915)
- Bernhard Hergarden (1880–1966)
- Friedrich August Herkendell (1876–1940)
- Hanns Herkendell (1886–1958)
- Carl Heinrich Hermann (1802–1880)
- Heinrich Hermanns (1862–1942)
- Olof Hermelin (1827–1913)
- Ferdinand Hernlund (1837–1902)
- Hans Herrmann (1858–1942)
- Karl Herrmann (1813–1881)
- Albert Hertel (1843–1912)
- Carl Hertel (1837–1895)
- Lars Hertervig (1830–1902)
- Axel Gustaf Hertzberg (1832–1878)
- Albert Herzfeld (1865–1943)
- Hermann Ottomar Herzog (1832–1932)
- Lewis Edward Herzog (1868–1943)
- Ernst Hesmert (?–?)
- Marcel Hess (1873–1948)
- Max Hess (1825–1868)
- George Hetzel (1826–1899)
- Alexander Heubel (1813–1847)
- Friedrich Heunert (1808–1876)
- Ludwig Heupel-Siegen (1864–1945)
- Werner Heuser (1880–1964)
- Harald George Hewett (1858–1949)
- Christian Heyden (1854–1939)
- Karl Heyden (1845–1933)
- Joseph Heydendahl (1844–1906)
- Ludwig Heinrich Heyne (1878–1914)
- Benno Hiddemann (1861–1907)
- Friedrich Hiddemann (1829–1892)
- Theodor Hildebrandt (1804–1874)
- Carl Hilgers (1818–1890)
- Georg Hilgers (1879–1944)
- Karl Hilgers (1844–1925)
- Robert Alexander Hillingford (1828–1904)
- Hermann Hirsch (1861–1934)
- George Hitchcock (1850–1913)
- Vollrath Hoeck (1890–1968)
- Adolf Johann Hoeffler (1825–1898)
- Joseph Hoegg (1818–1885)
- Margarete Hoenerbach (1848–1924)
- Julius Robert Hoening (1835–1904)
- August Hoerter (1834–1906)
- Bernhard Hoetger (1874–1949)
- Karl Hoff (1838–1890)
- Wilhelm Höffert (1832–1901)
- Christine Höffler (1827–1878)
- August Hoffmann (1810–1872)
- Franz Jakob Hoffmann (1851–1903)
- Oskar Hoffmann (1851–1912)
- Franz Hoffmann-Fallersleben (1855–1927)
- Bernhard Höfling (1817–1871)
- Heinrich Ferdinand Hofmann (1824–1911)
- Rudolf Hofmann (1820–1882)
- Robert Högfeldt (1894–1986)
- Adolfo Hohenstein (1854–1928)
- Maria Luise von Hohenzollern-Sigmaringen (1845–1912)
- Georg Höhmann (1884–1973)
- Adolf Hohneck (1810–1879)
- Felix Hollenberg (1868–1945)
- Alfred Holler (1888–1954)
- Per Daniel Holm (1835–1903)
- Werner Holmberg (1830–1860)
- Josefina Holmlund (1827–1905)
- Constantin Hölscher (1861–1921)
- Ludwig Holthausen (1807–1890)
- Albert Holz (1884–1954)
- Carl Holzapfel (1865–1926)
- Adolf Rudolf Holzhalb (1835–1885)
- Franz Homoet (1896–1971)
- Adolf Höninghaus (1811–1882)
- Bodo von Hopfgarten (1808–?)
- Bernhard Höppe (1841–1922)
- Ferdinand Hoppe (1848–1890)
- Curt Hoppe-Camphausen (1877–1947)
- Apollinari Hilarjewitsch Horawski (1833–1900)
- Friedrich Adolf Hornemann (1813–1890)
- Eduard Horst (1893–1966)
- Ludwig Horst (1829–1891)
- Paul Horst-Schulze (1876–1937)
- Theodor Hosemann (1807–1875)
- Adolph Hosse (1875–1958)
- Henry Mowbray Howard (1873–1953)
- William Henry Howe (1846–1929)
- Alfred Cornelius Howland (1838–1909)
- Philipp Hoyoll (1814– nach 1875)
- Carl Rudolf Huber (1839–1896)
- Josef Huber-Feldkirch (1858–1932)
- Carl Wilhelm Hübner (1814–1879)
- Eduard Hübner (1842–1924)
- Heinrich Hübner (1869–1945)
- Julius Hübner (1806–1882)
- Julius Hübner (1841–1874)
- Fernande von Hugo (1854–?)
- Hermann Huisken (1861–1899)
- Joseph Hülser (1819–1850)
- Fritz Hülsmann (1894–1949)
- Hermann Hundt (1894–1974)
- Josef Hunstiger (1889–1960)
- William Morris Hunt (1824–1879)
- Emil Hünten (1827–1902)
- Franz Johann Wilhelm Hünten (1822–1887)
- Max Hünten (1869–1936)
- Werner Hunzinger (1816–1861)
- Otto Hupp (1859–1949)
- Rudolf Huthsteiner (1855–1935)
- Anton Huxoll (1808–1840)

## I
- August Ibing (1878–1959)
- Eduard Ihlée (1812–1885)
- Franz Josef Georg Illem (1865–1912)
- Ernst Inden (1879–1946)
- Rudolf Inden (1897–1951)
- Franz Maria Ingenmey (1830–1878)
- Eduard Ireland (1830–1896)
- Carl Irmer (1834–1900)
- John Beaufain Irving (1825–1877)
- Olaf Isaachsen (1835–1893)
- Ernst Isselmann (1885–1916)
- Meinrad Iten (1867–1932)
- Franz Ittenbach (1813–1879)
- Wilhelmine Ittenbach (1851–1891)

## J
- Georg Jabin (1828–1864)
- Julius Jacob d. Ä. (1811–1882)
- Otto Reinhold Jacobi (1812–1901)
- Alice Jacobs (1879–?)
- Karl Jacobs (1864–1951)
- Sophus Jacobsen (1833–1912)
- Paul Jacoby (1844–1899)
- Adeline Jaeger (1809–1897)
- Anna Jaeger (1849–1908)
- Julius Jaeger (1855–1887)
- Emilie Jansen (1871–1918)
- Joseph Jansen (1829–1905)
- Luise Jansen (1835–1912)
- Gerhard Janssen (1863–1931)
- Peter Janssen der Ältere (1844–1908)
- Tamme Weyert Theodor Janssen (1816–1894)
- Jozef Janssens (1854–1930)
- Karl Emanuel Jansson (1846–1874)
- Philipp Janz (1813–1885)
- Minna Japha (1828–1882)
- Augusta Jensen (1858–1936)
- Frederik Nicolai Jensen (1818–1870)
- Elisabeth Jerichau-Baumann (1819–1881)
- August Jernberg (1826–1896)
- Olof Jernberg (1855–1935)
- Harry Jochmus (1855–1915)
- Karl Julius Joest (1896–1975)
- Eugen John (1863–1931)
- Wilhelm John (1810–1881)
- Eastman Johnson (1824–1906)
- Samuel Frost Johnson (1835–1879)
- Rudolf Jordan (1810–1887)
- Carl Jung-Dörfler (1879–1927)
- Johann Jungblut (1860–1912)
- Mathieu-Joseph Jungbluth (1807–1875)
- Jekaterina Fjodorowna Junge (1843–1913)
- Julius Paul Junghanns (1876–1958)
- Carl Jungheim (1830–1886)
- Julius Jungheim (1878–1957)
- Carl Jutz d. Ä. (1838–1916)
- Carl Jutz d. J. (1873–1915)
- Ole Juul (1852–1927)

## K
- Eduard Kaempffer (1859–1926)
- Karl Kahl (1873–1938)
- Ludwig Kainzbauer (1855–1913)
- Stanislaus von Kalckreuth (1820–1894)
- Werner von Kalitsch (1851–1923)
- Anders Kallenberg (1834–1902)
- Friedrich Kallmorgen (1856–1924)
- Lew Lwowitsch Kamenew (1833 oder 1834–1886)
- Arthur Kampf (1864–1950)
- Eugen Kampf (1861–1933)
- Fritz Kamphövener (1834–1865)
- Fritz von Kamptz (1866–1938)
- Georg Kannengießer (1814–1900)
- Karl Kastenholz (1889–1964)
- Hugo Kauffmann (1844–1915)
- Adolf Kaufmann (1848–1916)
- Arthur Kaufmann (1888–1971)
- August Kaul (1873–1949)
- Karl Kaulbach (1808–1884)
- Wilhelm von Kaulbach (1805–1874)
- Johann Kautsky (1827–1896)
- Joseph Kehren d. Ä. (1817–1880)
- Joseph Kehren d. J. (1860–1922)
- Jean Louis Kehrmann (1865–1891)
- Otto Keitel (1862–1902)
- William Keith (1838–1911)
- David van der Kellen (1827–1895)
- Franz Keller (1821–1896)
- Ludwig Keller (1865–1925)
- Henry Keller (1869–1949)
- Joseph von Keller (1811–1873)
- Franz Kels (1828–1893)
- Heinrich Kempf (1814–1852)
- Friedrich Kerl (1853–1920)
- Hermann von Kern (1838–1912)
- Eugen Kerschkamp (1880–1945)
- August Kessler (1826–1906)
- Walter Keßler (1873–1912)
- Hermann Keuth (1888–1974)
- Friedrich von Khaynach (1867–1920)
- Franz Kiederich (1873–1950)
- Ludwig Kiederich (1885–1929)
- Paul Joseph Kiederich (1809–1850)
- Johann Jakob Kieffer (1814–1891)
- Anton Eduard Kieldrup (1826–1869)
- Hermann Kiepert (1828–1887)
- Conrad Kiesel (1846–1921)
- Ferdinand Kiesling (1810–1882)
- Albert Kindler (1833–1876)
- Wilhelm Kingenheimer (1830–1857)
- Nelson Kinsley (1863–1945)
- Heinrich Kipp (1826–?)
- Otto Kirberg (1850–1926)
- Carl Anton Kirchner (1822–1869)
- Otto Kirchner (1887–1960)
- Hjalmar Kjerulf (1821–1847)
- Alexander Kläsener (1826–1912)
- Hans Klaus (1898–1954)
- César Klein (1876–1954)
- Friedrich Emil Klein (1841–1921)
- Wilhelm Klein (1821–1897)
- Friedrich Klein-Chevalier (1861–1938)
- Julian Klein von Diepold (1868–1947)
- Leo Klein von Diepold (1865–1944)
- Maximilian Klein von Diepold (1873–1949)
- Oskar Kleineh (1846–1919)
- Wilhelm Kleinenbroich (1812–1895)
- Julius Kleinmichel (1846–1892)
- Franzjosef Klemm (1883–1959)
- August Klemme (1830–1878)
- Heinrich Klenke (1844–?)
- Eberhard von Kleydorff (1900–1987)
- Mathilde Kliefert-Gießen (1887–1978)
- Eugène Klinckenberg (1858–1942)
- Marga Klinckenberg (1894–1962)
- Max Klinckenberg (1882–?)
- Johan Klingborg (1851–1931)
- Fritz Klingelhöfer (1832–1903)
- Hugo Klingemann (1869–1942)
- Richard Klingen (1873–1924)
- Heinrich Klingenberg (1868–1935)
- Louis Henry Weston Klingender (1861–1950)
- Hugo Klönne (1845–1894)
- Robert Kluth (1853–1921)
- Eduard Heinrich Knackfuss (1855–1945)
- Hermann Knackfuß (1848–1915)
- Maria von Knapp (1867–1932)
- Ludwig Knaus (1829–1910)
- Richard Knaus (1889–1974)
- Leopold Knebel (1810–1854)
- Otto Kneip (1892–1941)
- Otto Knille (1832–1898)
- Georg Knorr (1844–1916)
- Herbert Knorr (1884–1970)
- Julian Knorr (1812–1881)
- Julius Knorre (1807–1884)
- Heinrich Koch (1806–1893)
- Rudolf Koch (1834–1885)
- Fred Kocks (1905–1989)
- August Koellner (1813–1906)
- Carl Wilhelm Koenemann (≈1814–1890)
- Hermann Koenemann (1871–1934)
- Gustav Adolf Koettgen (1805–1882)
- Friedrich Wilhelm Kohl (1811–1864)
- Christian Köhler (1809–1861)
- Emil Köhler (um 1815–1876)
- Fritz Köhler (1887–1972)
- Gustav Köhler (1859–1922)
- Edmund Anton Kohlschein (1900–1996)
- Hans Kohlschein (1879–1948)
- Josef Kohlschein d. Ä. (1841–1915)
- Josef Kohlschein d. J. (1884–1958)
- Rudolf Kohtz (1874–1945)
- Étienne Kolbe (1809–1834)
- Heinrich Christoph Kolbe (1771–1836)
- Louis Kolitz (1845–1914)
- Rudolf Koller (1828–1905)
- Wilhelm Koller (1829–1884)
- Albert König (1881–1944)
- Heinrich Justus König (1862–1936)
- Paul Theodor König (1872–?)
- Theodor Köppen (1828–1903)
- Fritz Koppmann (1865–?)
- József Koppold (1799–1871)
- Julius Kornbeck (1839–1920)
- Albert Korneck (1813–1905)
- Alexander Körner (1813–1848)
- Franz Korwan (1865–1942)
- Anders Gustaf Koskull (1831–1904)
- Julius Kost (1807–1888)
- Carl Georg Köster (1812–1893)
- Karl Köster (1883–1975)
- Paul Köster (1855–1946)
- Paul Kottenkamp (1883–1968)
- Peter von Krafft (1861–?)
- Wilhelm Krafft (um 1808–1865)
- Gustav Krahnert (1858–1941)
- Benjamin Kratz (1829–1869)
- Carl Gustav Krause (1892–1987)
- Erich Krause (1886–1954)
- Robert Krause (1813–1885)
- Veit Krauß (1893–1968)
- Wilhelm Krauß (1830–1866)
- Julius Kraut (1859–1939)
- Hermann Kretzschmer (1811–1890)
- Eduard Kreutzer (1844–1916)
- Felix Kreutzer (1835–1876)
- Julius von Kreyfelt (1863–1947)
- Cornelius David Krieghoff (1815–1872)
- Charlotte von Krogh (1827–1913)
- Heinz Kroh (1881–1972)
- Max Krombach (1867–1947)
- Julius Kronberg (1850–1921)
- Christian Kröner (1838–1911)
- Erwin Kröner (1889–1963)
- Magda Kröner (1854–1935)
- Julius Kruchen (1845–1912)
- Medardus Kruchen (1876–1957)
- Gustav Kruell (1843–1907)
- Eugen Krüger (1832–1876)
- Hermann Krüger (1834–1908)
- Olof Krumlinde (1856–1945)
- Karl Krummacher (1867–1955)
- Emil Krupa-Krupinski (1872–1924)
- Hans Kruzwicki (1885–1971)
- Karl Kubinsky (1837–1889)
- Max Kuchel (1859–1933)
- Willy Kukuk (1875–1944)
- Axel Kulle (1846–1908)
- Wilhelm Kümpel (1822–1880)
- Jean-Jules Adrien Kunkler (1829–1866)
- Leo Küppers (1880–1946)
- Otto Küppers (1888–1986)
- Erwin Küsthardt (1867–1901)

## L
- Hans Laasner (1861–?)
- Siegmund Lachenwitz (1820–1868)
- Alexander de Laforgue (1878–?)
- Wilhelmina Lagerholm (1826–1917)
- Ants Laikmaa (1866–1942)
- Georg Lampe (1858–1916)
- Anton Lamprecht (1901–1984)
- Ludwig Lanckow (1845–1908)
- Heinrich Lang (1838–1891)
- Josef Adolf Lang (1873–1936)
- Fritz Lange (1851–1922)
- Gustav Lange (1811–1887)
- Johann Lange (1823–1908)
- Julius Lange (1817–1878)
- Arno Martin Lantzsch-Nötzel (1894–1986)
- Marcus Larson (1825–1864)
- Carl Johann Lasch (1822–1888)
- Hermann Lasch (1861–1926)
- August Gustav Lasinsky (1811–1870)
- Johann Adolf Lasinsky (1808–1871)
- Ignacy Lasocki (≈1823–1875)
- August de Laspée (1816–1901)
- Hans August Lassen (1857–1938)
- Heinrich Lauenstein (1835–1910)
- Leon Lauffs (1883–1956)
- Caroline Lauska (1787–1871)
- Alexander Lawrie (1828–1917)
- Carl von Ledebur (1864–1922)
- Wilhelm Lefèbre (1873–1974)
- Wilhelm Lehmann-Leonhard (1877–1954)
- Wilhelm Lehmbruck (1881–1919)
- Jakob Lehnen (1803–1847)
- Heinrich Leinweber (1836–1908)
- Karl Leipold (1864–1943)
- Jacobus Leisten (1844–1918)
- Ulrich Leman (1885–1988)
- Georg Lemm (1867–1940)
- Karl Lenz (1898–1948)
- Eduard Leonhardi (1828–1905)
- Eduard von Leslie (1797–1831)
- John Leslie (1822–1916)
- Carl Friedrich Lessing (1808–1880)
- Heinrich Lessing (1856–1930)
- Konrad Lessing (1852–1916)
- August Leu der Ältere (1818–1897)
- August Leu der Jüngere (1852–1876)
- Oscar Leu (1864–1942)
- Otto Leu (1855–1922)
- Emanuel Leutze (1816–1868)
- Friedrich August de Leuw (1817–1888)
- Henry Lewis (1819–1904)
- Piet Leysing (1885–1933)
- Eduard Peithner von Lichtenfels (1833–1913)
- Max Lieberg (1856–1912)
- Edwin Mackinnon Liebert (1858–1908)
- Helmuth Liesegang (1858–1945)
- Bruno Liljefors (1860–1939)
- Arvid Liljelund (1844–1899)
- Friedrich Lilotte (1818–1873)
- Karl Barthold Lindahl (1861–1895)
- Amalia Lindegren (1814–1891)
- Josef Lindemann (1880–1962)
- Hedwig Lindenberg (1866–1951)
- Berndt Lindholm (1841–1914)
- Johann Wilhelm Lindlar (1816–1896)
- Robert Lindneux (1871–1970)
- Philip Moravier Lindo (1821–1892)
- Thomas Corwin Lindsay (1839–1907)
- Adolf Lins, genannt „Gänselins“ (1876–1927)
- Richard Lipps (1857–1926)
- Emmy Lischke (1860–1919)
- Karl Joseph Litschauer (1830–1871)
- Margarete Loewe (1854–1932)
- Erik Johan Löfgren (1825–1884)
- Wilhelm Lommen (1839–1895)
- Arvid Fredrik Lönnroth (1823–1880)
- Carl Lorck (1829–1882)
- Henry Lot (1822–1878)
- Ernst Lotichius (1787–1876)
- Eduard Lotz (1818–1890)
- Edmond Louyot (1861–1920)
- Hans Marius Wilhelm Løvaas (1848–1890)
- Maria Lübbes (1847–1939)
- Willy Lucas (1884–1918)
- Sebastian Lucius (?–?)
- Albert Bogislav Lüdecke (1834–1910)
- August Lüdecke-Cleve (1868–1957)
- Auguste Ludwig (1834–1909)
- Heinrich Ludwig (1829–1897)
- Karl Ludwig (1839–1901)
- Friedrich Ludy (1823–?)
- Ulfert Lüken (1895–1967)
- George Benjamin Luks (1867–1933)
- Ascan Lutteroth (1842–1923)
- August Lüttmann (1829–1882)
- Eduard Lütz (1838–1881)
- Anna Lynker (1834–1928)

## M
- Alexander Henri Robert van Maasdijk (1856–1931)
- Theodor Maassen (1817–1886)
- Georg Macco (1863–1933)
- August Macke (1887–1914)
- Karl Mackeldey (1826–1890)
- Fritz Mackensen (1866–1953)
- Berent Madsen (1845–1865)
- Adolf Maennchen (1860–1920)
- Engelbert Mainzer (1886–1974)
- Christian Mali (1832–1906)
- August Malmström (1829–1901)
- Quido Mánes (1828–1880)
- Emil Manzau (1892–?)
- Eduard Marcuse (~1810–?)
- Mieze Mardner-Klaas (1884–1950)
- Otto Marotz (1870–1936)
- Nicola Marschall (1829–1917)
- Franz Marten (1898–1970)
- Anna Martens (1878–1964)
- Luise von Martens (1828–1894)
- Theodor Martens (1822–1884)
- Friedrich Martersteig (1814–1899)
- Christoph März (1868–1931)
- Johann Wilhelm Marzorati (1795–1870)
- Gustav Marx (1855–1928)
- Otto Marx (1887–1963)
- Margarethe Marx-Kruse (1897–?)
- Edmund Massau (1860–1935)
- Franz Paul Massau (1818–1900)
- Ernst Matthes (1878–1918)
- Jakob Maurer (1826–1887)
- Eveline von Maydell (1890–1962)
- Trevor McClurg (1816–1893)
- Benjamin McConkey (1821–1855)
- Ruth Meier (1888–1965)
- Gustav Meissner (1830–1901)
- Olga Meissner (1844–1895)
- Ernst Meister (1832–1904)
- Nikolas Meister (1809–1883)
- Vilhelm Melbye (1824–1882)
- Gustav Melcher (1878–1966)
- Gari Melchers (1860–1932)
- Helenus Albertus Mellink (1828–1874)
- Egidius Mengelberg (1770–1849)
- Otto Mengelberg (1817–1890)
- Carlo Mense (1886–1965)
- Fritz Mertens (1897–1961)
- Paul von Merveldt (1871–1929)
- Paul Merwart (1855–1902)
- Stephan Messerer (1798–1865)
- Alfred Metzener (1833–1905)
- J. Metzler (um 1910)[4]
- Friedrich Meumann (1869–?)
- Albert de Meuron (1823–1897)
- Hermann Mevius (1820–1864)
- Claus Meyer (1856–1919)
- Edgar Meyer (1853–1925)
- Friedrich Meyer (1816–?)
- Hubert Meyer (1826–1895)
- Johann Georg Meyer (1813–1886)
- Julius Diedrich Meyer (1833–?)
- Sophie Meyer (1847–1921)
- Heinrich Meyer-Egg (1893–1943)
- Paul Meyer-Mainz (1864–1909)
- Jost Meyer-am Rhyn (1834–1898)
- Franz Meyerheim (1838–1880)
- Robert Meyerheim (1846 oder 1847–1920)
- Meyer Michaelson (1810–1865)
- Alexander Michelis (1823–1868)
- Edmund Michold (1818–1847)
- Ernst Miesler (1879–1948)
- Ludwig von Milewski (1825–1849)
- Joseph Minjon (1816–1898)
- Mate Mink-Born (1882–1969)
- Theodor Mintrop (1814–1870)
- Carl Mispagel (1865–~1930)
- Grigori Grigorjewitsch Mjassojedow (1834–1911)
- Heinrich Modersohn (1855–1903)
- Otto Modersohn (1865–1943)
- Natalie von Modl (1850–1916)
- Wally Moes (1856–1918)
- Jean Moeselagen (1827–1920)
- Jean Möhren (1876–1954)
- Franz Molitor (1857–1929)
- Peter Joseph Molitor (1821–1898)
- Björn Möller (1861–1907)
- Jeanette Møller (1825–1872)
- Niels Bjørnsen Møller (1827–1887)
- Paula Monjé (1849–1919)
- Anders Montan (1845–1917)
- Dietrich Monten (1799–1843)
- Gustav Adolph Mordt (1826–1856)
- Friedrich Ferdinand Moritz (1866–1947)
- Wilhelm von Mörner (1831–1911)
- Imogene Robinson Morrell (1828/1837–1908)
- Adolf Mosengel (1837–1885)
- Dominik Mosler (1822–1880)
- Heinrich Mosler (1836–1892)
- Heinrich Mosler-Pallenberg (1863–1893)
- Henry Mosler (1841–1920)
- Karl Josef Ignatz Mosler (1788–1860)
- Heinrich Mücke (1806–1891)
- Karl Mücke (1847–1923)
- Jost Muheim (1837–1919)
- Rudolf Julius von zur Mühlen (1845–1913)
- Hugo Mühlig (1854–1929)
- Andreas Müller (1811–1890)
- Constantin Müller (1815–1849)
- Eduard Josef Müller (1851–1922)
- Emil Müller (1863–?)
- Franz Müller (1843–1929)
- Joseph Adolph Müller (1811–?)
- Karl Müller (1818–1893)
- Morten Müller (1828–1911)
- Adolf Müller-Cassel (1864–1942)
- Franz Müller-Gossen (1871–1946)
- Paul Müller-Kaempff (1861–1941)
- Julius Müller-Massdorf (1863–1933)
- Carl Müller-Tenckhoff (1873–1936)
- William Mulligan (1838–1914)
- Willy Mulot (1889–1982)
- Karl Mummert (1879–1964)
- Mihály von Munkácsy (1844–1900)
- Hjalmar Munsterhjelm (1840–1905)
- Gabriele Münter (1877–1962)
- Christopher Munthe (1879–1958)
- Gerhard Munthe (1849–1929)
- Georg Münzenberger (1804–1870)
- Gerhard Morgenstjerne Munthe (1875–1927)
- Ludvig Munthe (1841–1896)
- Adolf Münzer (1870–1953)
- Carl Murdfield (1868–1944)
- Amalie Murtfeldt (1828–1888)
- Elias Muukka (1853–1938)

## N
- Wilhelm Nabert (1830–1904)
- Otto Ludwig Naegele (1880–1952)
- Heinrich Nauen (1880–1940)
- John Alfred Nehrman (1860–1936)
- Emil Neide (1843–1908)
- Wilhelm Nerenz (1804–1871)
- Paul Neuenborn (1866–1913)
- Gerhard Neuerburg (1872–1946)
- Fritz Neuhaus (1852–1922)
- Fritz Berthold Neuhaus (1882–1956)
- Ludwig Ferdinand Neuhoff (1870–1905)
- Alexander Neumann (1831–?)
- Gottfried August Neumann-St. George (1870–1923)
- Else Neumüller (1875–1934)
- August Neven Du Mont (1866–1909)
- Kurt Neyers (1900–1969)
- Hans Jørgen Nicolaysen (1829–1907)
- Gabriel Nicolet (1856–1921)
- Johann Martin Niederée (1830–1852)
- Amaldus Nielsen (1838–1932)
- Johan Nielssen (1835–1912)
- Adelbert Niemeyer (1867–1932)
- Adolf Nieß (1824–1863)
- Johannes Niessen (1821–1910)
- Arthur Nikutowski (1830–1888)
- Erich Nikutowski (1872–1921)
- August Noack (1822–1905)
- Jacob Nöbbe (1850–1919)
- Theodor Nocken (1830–1905)
- Friedrich Nölle (1823–?)
- Emil Noellner (1847–1915)
- Carl Nonn (1876–1949)
- Max Nonnenbruch (1857–1922)
- Rudolf Nonnenkamp (1826–1877)
- Bengt Nordenberg (1822–1902)
- Henrik Nordenberg (1857–1928)
- Victorine Nordenswan (1838–1872)
- Axel Nordgren (1828–1888)
- Adelsteen Normann (1848–1918)
- Emma Normann (1871–1954)
- Rudolf von Normann (1806–1882)
- Adolph Northen (1828–1876)
- Ludwig Noster (1859–1910)
- Heinrich Nüsser (1821–1883)
- Heinrich Nüttgens (1866–1951)
- Theodor Nüttgens (1875–1956)
- Leo Nyssen (1897–1945)

## O
- Josef Oberboersch (1884–1957)
- Franz Obrien (1815–1902)
- Gustav Ochs (1825–1858)
- Otto Odebrecht (1833–1860)
- Frans Wilhelm Odelmark (1849–1937)
- Karl Heinrich Oeckinghaus (1813–1858)
- Georg Oeder (1846–1931)
- Hugo Oehmichen (1843–1932)
- Wilhelm Oelschig (1814–1882)
- Anna Maria von Oer (1846–1929)
- Theobald von Oer (1807–1885)
- Willy Oertel (1868–1920)
- Carl Oesterley d. Ä. (1805–1891)
- Carl Oesterley d. J. (1839–1930)
- Gustav Olms (1865–1927)
- Josef Öman (1884–1944)
- Gustav Opfer (1876–1957)
- Walter Ophey (1882–1930)
- Eduard Ortgies (1859–1896)
- Alfonso Ortiz de Villate (1860–?)
- Josef Osbeck (1898–1982)
- Johannes Osten (1867–1952)
- Ferdinand Osten (1878–1940)
- Edmund Osthaus (1858–1928)
- Hermann Osthoff (1879–1918)
- Heinrich Otto (1858–1923)
- Arnold Overbeck (1831–1899)
- Fritz Overbeck (1869–1909)
- Wilhelm Overbeck (1820–1860)

## P
- László Paál (1846–1879)
- Kurt Hubertus Paesler-Luschkowko (1892–1976)
- Wolfgang Pagenstecher (1880–1953)
- Edmond de Palézieux (1850–1924)
- Béla Pállik (1845–1908)
- Bernhard Pankok (1872–1943)
- James William Pattison (1844–1915)
- Bendix Passig (1864–1957)
- Wilhelm Pätz (1800–1856)
- Fritz Paulsen (1838–1898)
- Franz Pauly (1837–1913)
- Alfons Peerboom (1877–1959)
- Ernst te Peerdt (1852–1932)
- Werner Peiner (1897–1984)
- Eduard Peithner von Lichtenfels (1833–1913)
- Amand Pelz (1812–1841)
- Carl von Perbandt (1832–1911)
- Lina von Perbandt (1836–1897)
- Erich Freiherr von Perfall (1882–1961)
- Josefa Pernstich (1886–1940)
- Joseph Wilhelm Pero (1808–1862)
- Enoch Wood Perry (1831–1915)
- Edvard Perséus (1841–1890)
- Karl Petau (1890–1974)
- Hedwig Petermann (1877–1968)
- Hermann Peters (1886–1970)
- Hans von Petersen (1850–1914)
- Oswald Petersen (1903–1992)
- Walter Petersen (1862–1950)
- Heinrich Petersen-Angeln (1850–1906)
- Heinrich Petersen-Flensburg (1861–1908)
- Heinrich Petri (1834–1872)
- Ernst Petrich (1878–1964)
- Leopold von Pezold (1832–1907)
- Reinhard Pfaehler von Othegraven (1875–?)
- Ernst Christian Pfannschmidt (1868–1949)
- Friedrich August Pflugfelder (1809–?)
- Gustav Pflugradt (1828–1908)
- Niklaus Pfyffer (1836–1908)
- Heinrich Ludwig Philippi (1838–1874)
- Peter Philippi (1866–1945)
- Hermann August Philips (1844–1927)
- Andreas Pickel (1838–1913)
- Christian Pieper (1843–1934)
- Wilhelm Pippert (1878–?)
- Eduard Pistorius (1796–1862)
- Lawr Kusmitsch Plachow (1810–1881)
- Diet Plaetzer (1892–1958)
- Moritz Pläschke (1817–1888)
- Ernst Ludwig Plaß (1855–1917)
- Hermann Plathner (1831–1902)
- Carl Plückebaum (1880–1952)
- Meta Plückebaum (1876–1945)
- Hermann Plüddemann (1809–1868)
- August Plum (1815–1876)
- Theodor Poeckh (1839–1921)
- Leo Poeten (1889–1949)
- Hermann Pohle d. Ä. (1831–1901)
- Hermann Pohle d. J. (1863–1914)
- Jean Nicolas Ponsart (1788–1870)
- Karl August Poorten (1817–1880)
- Charlotte Popert (1848–1922)
- Isidor Popper (1816–1884)
- Carl Porttmann (≈1812–1894)
- Wilhelm Porttmann (1819–1893)
- Eduard Wilhelm Pose (1812–1878)
- Friedrich Wilhelm Pose (1793–1870)
- Eduard Caspar Post (1827–1882)
- Auguste de Pourtalès (1840–1918)
- William Henry Powell (1823–1879)
- Ludwig Max Praetorius (1813–1887)
- Eugen Pratje (1847–?)
- Walter Prell (1857–1935)
- Emilie Preyer (1849–1930)
- Ernest Preyer (1842–1917)
- Gustav Preyer (1801–1839)
- Johann Wilhelm Preyer (1803–1889)
- Louise Preyer (1805–1834)
- Paul Preyer (1847–1931)
- Clemens Prüssen (1888–1966)
- Viktor Pucinski (1882–1952)
- Gottfried Pulian (1809–1875)
- Albert Pütz (1886–1961)
- Heinrich Pützhofen-Esters (1879–1957)
- Paul Pützhofen-Hambüchen (1879–1933)

## Q
- Charles Quaedvlieg (1823–1874)
- Gustav Quentell (1816–1896)

## R
- Carl Axel Raab (1835–1871)
- Carl Engel von der Rabenau (1817–1870)
- Matthias Radermacher (1804–1890)
- Anton Räderscheidt (1892–1970)
- Hellmuth Raetzer (1838–1909)
- Samuel Rahm (1811–1864)
- Carl Rakeman (1878–1965)
- Friedrich Rantz (1811–1847)
- Alfred Rasenberger (1885–1948)
- Georg Anton Rasmussen (1842–1914)
- Carl Rathjen (1855–1919)
- Kristjan Raud (1865–1943)
- Paul Raud (1865–1930)
- Leonhard Rausch (1813–1895)
- Ernst von Raven (1816–1890)
- Ferdinand von Rayski (1806–1890)
- Thomas Buchanan Read (1822–1872)
- Wilhelm Redeligx (1865–1951)
- Willy Reetz (1892–1963)
- Albert Reibmayr (1881–1941)
- Hugo von Reichenbach (1821–1887)
- Heinrich Reifferscheid (1872–1945)
- Georg Reimer (1828–1866)
- Jacob Reiners (1828–1907)
- Raphael Reinhard (1820–1903)
- Johann Jakob Reinhardt (1835–1901)
- Benjamin Franklin Reinhart (1829–1885)
- Robert Reinick (1805–1852)
- René Reinicke (1860–1926)
- Fritz Reiss (1857–1915)
- August Reith (1838–?)
- August von Rentzell (1809–1891)
- Heinrich Repke (1877–1962)
- Caspar von Reth (1850–1913)
- Alfred Rethel (1816–1859)
- Otto Rethel (1822–1892)
- Karl Rettich (1841–1904)
- Heinrich Rettig (1859–1921)
- Elisabeth Reuter (1853–1903)
- Fritz Reuter (1895–1971)
- Christoph von Reutern (1839–1859)
- Gerhardt Wilhelm von Reutern (1794–1865)
- Adeline Gräfin von Reventlow (1839–1924)
- Henry Meynell Rheam (1859–1920)
- Adolf Rheinert (1880–1958)
- Victor Rheins (1873–1938)
- Sofie Ribbing (1835–1894)
- William Trost Richards (1833–1905)
- Adolph Richter (1835–1852)
- Helene Richter (1834–1913)
- Hermann Rieck (1850–1939)
- Wilhelm Riedel (1832–1876)
- Robert Riefenstahl (1823–1903)
- Johann Theobald Riefesell (1836–1895)
- Gustav Rienäcker (1861–1935)
- Wilhelm Ries (?–?)
- Carl Rieter (1834–1857)
- Johannes Everhardus Rijnboutt (1839–1900)
- Caspar Risse (1850–1923)
- Roland Risse (1835–1887)
- Jacob Ritsema (1869–1943)
- Emma Ritter (1878–1972)
- Henry Ritter (1816–1853)
- Wilhelm Ritterbach (1878–1940)
- Eduard Rittinghaus (1830–?)
- Raphael Ritz (1829–1894)
- Hermann Ritzau (1866–1922)
- Hubert Ritzenhofen (1879–1961)
- August Rixen (1897–1984)
- Karl Rixkens (1881–1938)
- Theodor Rocholl (1854–1933)
- Wilhelm Röckel (1801–1843)
- Carl Gustav Rodde (1830–1906)
- Carl Röder (1852–1922)
- Paul Röder (1897–1962)
- Ernst Roeber (1849–1915)
- Fritz Roeber (1851–1924)
- Max Roeder (1866–1947)
- Andreas Roegels (1870–1916)
- Michael Roesen (1814–1835)
- Julius Roeting (1822–1896)
- Paulus Roetter (1806–1894)
- Franz Rögels (1821–1892)
- Wilhelm Rögge der Ältere (1829–1908)
- Carl Rohde (1806–1873)
- Frederik Rohde (1816–1886)
- Julius Rollmann (1827–1865)
- Joseph Roloffs (1833–1899)
- Julius Rolshoven (1858–1930)
- Maurice Romberg (1861–1943)
- Gustaf Romin (1863–1936)
- Karl Romin (1858–1922)
- Ludwig Egidius Ronig (1885–1959)
- Alexander Rordorf (1820–1909)
- Conrad Caspar Rordorf (1800–1847)
- Gerhard von Rosen (1856–1927)
- Max Rosenfeld (1874–1948)
- Ludwig von Rössler (1842–1910)
- Kurt Roth (1899–1975)
- Ludwig Max Roth (1858–1952)
- Philipp Röth (1841–1921)
- Peter Frederick Rothermel (1817–1895)
- Carl Rötteken (1831–1900)
- Ernst Rötteken (1882–1945)
- Karl Roux (1826–1894)
- Christoph Christian Ruben (1805–1875)
- Friedrich Rückert (1832–1893)
- Alexander Rudbeck (1829–1908)
- Ernst Peter Ruhrig (1877–?)
- Jules Ruinart de Brimont (1836–1898)
- Joseph Rummelspacher (1852–1921)
- Emil Rumpf (1860–1948)
- Ferdinand Ruscheweyh (1785–1846)
- Heinrich von Rustige (1810–1900)
- Heinrich Rüter (1877–1955)
- Valentin Ruths (1825–1905)
- Gustaf Rydberg (1835–1933)

## S
- Carl Anton Saabye (1807–1878)
- Georg Saal (1817–1870)
- Michael Emil Sachs (1836–1893)
- Philip Sadée (1837–1904)
- Walter Dendy Sadler (1854–1923)
- Camille Saglio (1804–1889)
- Hubert Salentin (1822–1910)
- Pierre de Salis-Soglio (1827–1919)
- Nikolaus Salm (1810–1883)
- Konstantin zu Salm-Reifferscheidt (1798–1856)
- Hugo Salmson (1843–1894)
- Harry Hermann Salomon (1860–1936)
- Carl Salomonn (1864–1942)
- Carl Saltzmann (1847–1923)
- Armin Sarter (1837–vor 1899)
- Heinrich Oswald von Saß (1856–1913)
- Ernst von Saucken (1856–1920)
- Horace de Saussure (1859–1926)
- Friedrich Schaarschmidt (1863–1902)
- Wilhelm von Schadow (1788–1862)
- Hermann Schaefer (1815–?)
- Laurenz Schäfer (1840–1904)
- Rudolf Schäfer (1878–1961)
- Adalbert Schäffer (1815–1871)
- Eugen Eduard Schäffer (1802–1871)
- Nestor Schaffers (1826–1896)
- Franz Schaffner (1876–1951)
- Ernst Schalck (1827–1865)
- Raphael Schall (1814–1859)
- Johann Georg Schallenberg (1810–1863)
- Herman Garman Schanche (1828–1884)
- Eduard Scharlach (1811–1891)
- Emil Schartmann (1809–?)
- Paul Scheffer (1877–1916)
- Carl Ludwig Scheins (1808–1879)
- Walter Scheiwe (1892–1971)
- Alois Schenk (1888–1949)
- Jacques Matthias Schenker (1854–1927)
- Friedrich von Schennis (1852–1918)
- Auguste Schepp (1846–1905)
- Hermann Scherenberg (1826–1897)
- Walter Scheufen (1881–1917)
- Caspar Scheuren (1810–1887)
- Joseph Scheurenberg (1846–1914)
- Sophie von Scheve (1855–1925)
- Max Schewe (1896–1951)
- Josef Schex (1819–1894)
- Karl Friedrich Schick (1826–1875)
- Peter Schick (1833–1921)
- Paula Sedana Schiff-Magnussen (1871–1962)
- Georg Schildknecht (1850–1939)
- Philipp Anton Schilgen (1792–1857)
- Helmut Josef Schilhabel (1896–1972)
- Heinrich Schilking (1815–1895)
- Adolf Schill (1848–1911)
- Lore Schill (1890–1968)
- Carl Halfdan Schilling (1835–1907)
- Joseph Schilter (1871–1956)
- Julia Schily-Koppers (1855–1944)
- Johann Wilhelm Schirmer (1807–1863)
- Philipp Schirmer (1810–1871)
- Iwan Iwanowitsch Schischkin (1832–1898)[5]
- Alexander Georg Schlater (1834–1879)
- Herbert Rolf Schlegel (1889–1972)
- Adolf Schleicher (1887–1982)
- Felix Schlesinger (1833–1910)
- Karl Schlesinger (1825–1893)
- Carl von Schlicht (1833–1912)
- Ernst Hermann Schlichting (1812–1890)
- Ludwig von Schlieben (1875–1957)
- August Eduard Schliecker (1833–1911)
- Eduard Schloemann (1888–1941)
- Hermann Julius Schlösser (1832–1894)
- Leopold Schlösser (≈1805–1836)
- Camille Gabriel Schlumberger (1864–1958)
- August Schlüter (1858–1928)
- Wilhelm Schmetz (1890–1938)
- Carl Schmid (1805– nach 1850)
- Adolf Schmidt (1804– nach 1860)
- Bernhard Schmidt (1820–1870)
- Felix Schmidt (1857–1927)
- Konstantin Schmidt (1817–1851)
- Henriette Schmidt-Bonn (1873–1946)
- Hermann Schmiechen (1855–1923)
- Teutwart Schmitson (1830–1863)
- Adolf Schmitz (1825–1894)
- Anton Schmitz (1855–1935)
- Carl Ludwig Schmitz (1817/1818–?)
- Ernst Schmitz (1859–1917)
- Georg Schmitz (1851–1917)
- Hermann Schmitz (1812–≈1870)
- Philipp Schmitz (1824–1887)
- Käthe Schmitz-Imhoff (1893–1985)
- Carl Schmitz-Pleis (1877–1943)
- Ferdinand Schmoll (1879–1950)
- Wilhelm Schmurr (1878–1959)
- Hermann Schnee (1840–1926)
- Bernhard Schneider (1843–1907)
- Fritz Schneider (1848–1885)
- Hugo Schneider (1841–1925)
- Wilhelm Schneider-Didam (1869–1923)
- Fritz Schnitzler (1851–1920)
- Paul Schobelt (1838–1893)
- Eduard Schoenfeld (1839–1885)
- Otto Scholderer (1834–1902)
- Heinz Scholten (1894–1967)
- Adolf Schönnenbeck (1869–1965)
- Karl Schorn (1800–1850)
- Petrus Johannes Schotel (1808–1865)
- Julius Schrader (1815–1900)
- Friedrich Wilhelm Schreiner (1836–1922)
- Hermann Friedrich von Schrenck (1847–1897)
- Wilhelm Schreuer (1866–1933)
- Adolf Schreyer (1828–1899)
- Adolph Schroedter (1805–1875)
- Alwine Schroedter (1820–1892)
- Paul Schroeter (1866–1946)
- Wilhelm Schröter (1849–1904)
- Sergei Alexandrowitsch Schtscherbatow (1874–1962)
- Emil Gottlieb Schuback (1820–1902)
- Werner Schuch (1843–1918)
- Felix Schuchard (1865–1944)
- Max Schüler (1849–1934)
- Auguste von Schulte (1800–1856)
- Arnold Schulten (1809–1874)
- Gottfried Schultz (1842–1919)
- Emil Schultz-Riga (1872–1931)
- Carl Schultze (1856–1935)
- Franz Schultze (1842–1907)
- Robert Schultze (1828–1910)
- Emil Schulz (1822–1912)
- Karl Friedrich Schulz (1796–1866)
- Eduard Schulz-Briesen (1831–1891)
- Max Schulze-Sölde (1887–1967)
- Fritz Schürmann (1863–1927)
- Rudolf Schuster (1848–1902)
- Friedrich Schüz (1874–1954)
- Hans Schüz (1883–1922)
- Theodor Schüz (1830–1900)
- Emil Schwabe (1856–1924)
- Catharina Schwartz (1837–?)
- Johann Georg Schwartze (1814–1874)
- Robert Schwarz (1899–1962)
- Will Schwarz (1894–1946)
- Edmund Schwarzer (1868–1952)
- Richard Schwarzkopf (1893–1963)
- Carl Schweich (1823–1898)
- Gustav Adolf Schweitzer (1847–1914)
- Reinhold Schweitzer (1876–1951)
- Gregor Wilhelm Schwenzer (1868–1941)
- Georg Schwer (1827–1877)
- Amélie von Schwerin (1819–1897)
- Karl Schwesig (1898–1955)
- Martel Schwichtenberg (1896–1945)
- Heinrich Schwiering (1860–1948)
- Friedrich Schwinge (1852–1913)
- Peter Schwingen (1813–1863)
- Helen Searle (1834–1884)
- Hugo von Seckendorff-Gutend (1855–1891)
- Johann See (?–?)
- Adolf Seel (1829–1907)
- Johann Richard Seel (1819–1875)
- Émile Seeldrayers (1847–1933)
- Heinrich Seepolt (1903–1989)
- Carl Seibels (1844–1877)
- Engelbert Seibertz (1813–1905)
- Alwin Seifert (1873–1937)
- Karl Friedrich Seifert (1838–1920)
- Christian Sell der Ältere (1831–1883)
- Christian Sell der Jüngere (1854–1925)
- Eduard Sellbach (1822–?)
- Otto Serner (1857–1929)
- Joseph Anton Nikolaus Settegast (1813–1890)
- Karl Settmann (?–?)
- Robert Seuffert (1874–1946)
- Gustav Eduard Seydel (1822–1881)
- Carl Maria Seyppel (1847–1913)
- Hans Seyppel (1886–1945)
- William August Shade (1848–1890)
- Christopher Shearer (1846–1926)
- Arthur Shelly (1841–1902)
- Bernhard Sieburger (1825–1909)
- Rudolf Sieger (1867–1925)
- August Siegert (1820–1883)
- Julius Siemering (1837–1908)
- Adam Siepen (1851–1904)
- Friedrich Simmler (1801–1872)
- Wilhelm Simmler (1840–1923)
- Julius Simmonds (1843–1924)
- Anna Simons (1871–1951)
- Heinrich Johann Sinkel (1835–1908)
- Carl Sipmann (1802–?)
- Peter Felix von Sivers (1807–1853)
- Mykola Skadowskyj (1845–1892)
- Ludvig Skramstad (1855–1912)
- Edmond Reuel Smith (1829–1911)
- Frithjof Smith-Hald (1846–1903)
- Henri Snykens (1854–?)
- Per Södermark (1822–1889)
- Carl Söhn (1853–1925)
- Karl Ferdinand Sohn (1805–1867)
- Karl Rudolf Sohn (1845–1908)
- Paul Eduard Richard Sohn (1834–1912)
- Wilhelm Sohn (1829–1899)
- Alfred Sohn-Rethel (1875–1958)
- Elisabeth Sohn-Rethel (1853–1933)
- Karli Sohn-Rethel (1882–1966)
- Otto Sohn-Rethel (1877–1949)
- Andreas Bernhard Söhngen (1864–1920)
- Augusta Soldan (1826–1886)
- Anton Söller (1807–1875)
- Jörg Sommer (1881–?)
- Karl Friedrich Sommer (1830–1867)
- Fritz Sonderland (1836–1896)
- Johann Baptist Sonderland (1805–1878)
- Hermann Sondermann (1832–1901)
- Karl Sondermann (1862–1926)
- Paul Spangenberg (1843–1918)
- Carl Axel Ambjörn Sparre (1839–1910)
- Emma Sparre (1851–1913)
- Willy Spatz (1861–1931)
- Albert Spethmann (1894–1986)
- Marie Spieler (1845–1913)
- Charles Spindler (1865–1938)
- Eduard Spörer (1841–1898)
- Theodor Albert Sprengel (1832–1900)
- Hanns Sprung (1884–1948)
- Eberhard Stammel (1833–1906)
- Rudolf Stang (1831–1927)
- Jacobus Nicolaas Tjarda van Starkenborgh Stachouwer (1822–1895)
- Ernst Stege (1896–1918)
- Franz Stegmann (1831–1892)
- Xaver Steifensand (1809–1876)
- Robert von Steiger (1856–1941)
- Marie Stein-Ranke (1873–1964)
- Hermann von Steinäcker (1819–1846)
- Eduard Steinbrück (1802–1882)
- Hermann Steinfurth (1823–1880)
- Heinrich Steinike (1825–1909)
- Magnus Graf Stenbock (1804–1836)
- Leopold Stephan (1826–1890)
- Max Stern (1872–1943)
- Theodor Sternberg (1891–1963)
- Wilhelm Steuerwaldt (1815–1871)
- Gustav Stever (1823–1877)
- Hermann Stilke (1803–1860)
- Hermine Stilke (1804–1869)
- Johann Heinrich Stobbe (1802–?)
- Minna Stocks (1846–1928)
- Vincent Stoltenberg Lerche (1837–1892)
- Julie Stommel (1813–1888)
- Adolf Eduard Storck (1854–1913)
- Leo Stracké (1851–1923)
- Carl Friedrich von Stralendorff (1811–1859)
- Carl Strathmann (1866–1939)
- Emil Strecker (1841–1925)
- Karl Wilhelm Streckfuß (1817–1896)
- Fritz Strobentz (1856–1929)
- Helene Stromeyer (1834–1924)
- Otto Strützel (1855–1930)
- Wilhelm August Stryowski (1834–1917)
- Hanny Stüber (1870–1955)
- Bernhard Studer (1832–1868)
- Friedrich Stummel (1850–1919)
- Karl Stürmer (1803–1881)
- Zdzisław Suchodolski (1835–1908)
- Christine Sundberg (1837–1892)
- Hans Nicolai Sunde (1823–1864)
- Carl Sundt-Hansen (1841–1907)
- Gustav Süs (1823–1881)
- Wilhelm Süs (1861–1933)
- Margarete Susman (1872–1966)
- Henri Suykens (1854–1923)
- Alexander Alexandrowitsch Swedomski (1848–1911)
- Pawel Alexandrowitsch Swedomski (1849–1904)

## T
- Ludwig Tacke (1823–1899)
- John Robinson Tait (1834–1909)
- Axel Tallberg (1860–1928)
- Ernst Tannert (1866–?)
- Louis Tannert (1831–1915)
- Wilhelm Techmeier (1895–1971)
- Walther Tecklenborg (1876–1965)
- Adolf Teichs (1812–1860)
- August Ternes (1872–1938)
- Franz Thelen (1826–?)
- Ernst Carl Thelott (1760–1834)
- Ernst Joseph Thelott (1802–1833)
- Karl Franz Joseph Thelott (1792–1830)
- Wilhelm Themer (~1817–1849)
- Carl Thiel (1835–1900)
- Emil Thiele (?–?)
- Julius Arthur Thiele (1841–1919)
- Jakob Thiesen (1884–1914)
- Carl August Tholander (1828–1910)
- Alexandre Joseph Thomas (1810–1898)
- Friedrich Thomas (1806–1879)
- Franz Thöne (1851–1906)
- Alfred Thörne (1850–1916)
- Hans Thuar (1887–1945)
- Peder Cappelen Thurmann (1839–1919)
- Adolph Tidemand (1814–1876)
- Adolph Claudius Tidemand (1854–1919)
- Johann Till der Jüngere (1827–1894)
- Willi Tillmans (1888–1985)
- Ernst Friedrich Tode (1859–1932)
- Max Todt (1847–1890)
- Hans Toepper (1885–1956)
- Arthur Tomson (1859–1905)
- Oscar Törnå (1842–1894)
- Carlo Torniamenti (1841–1864)
- Harald Torsslow (1838–1909)
- Abraham Louis Tourte (1818–1863)
- Louis Toussaint (1826–1887)
- Wilhelm Tramp (1881–1940)
- Wilhelm Trautschold (1815–1877)
- Wilhelm Trellenkamp (1826–1878)
- Heinrich Trenk (1818–1892)
- Alois Trieb (1888–1917)
- Adalbert Trillhaase (1858–1936)
- Gottfried Trimborn (1887–1948)
- Carl Trost (1811–1884)
- August Trümper (1874–1956)
- Will Tschech (1891–1975)
- Marie Tscheuschner (1867–?)
- Rudolf von Türcke (1839–1915)
- Friedrich Tüshaus (1832–1885)
- Josef Tüshaus (1851–1901)
- Victor Tuxhorn (1892–1964)

## U
- Emil Uhl (1864–1945)
- Moritz Ulffers (1819–1902)
- Nikolai Ulfsten (1854–1885)
- Johanna Unger (1837–1871)
- William Unger (1837–1932)
- Hugo Ungewitter (1869–ca. 1944)
- Carl d’Unker (1828–1866)
- Franz Richard Unterberger (1837–1902)
- Raphael Oskar Unverdross (1873–1952)
- Fritz Uphoff (1890–1966)
- Lesser Ury (1861–1931)
- Julius Uschner (1805–1885)

## V
- Johannes Vahldiek (1839–1914)
- Carl Valentin (1885–1966)
- Emile Vauthier (1864–1946)
- Benjamin Vautier (1829–1898)
- Karl Vautier (1860–?)
- Otto Vautier (1863–1919)
- Johann Velten (1807–1883)
- Aloys Hubert Michael Venth (1809–1868)
- Eugène Verboeckhoven (1799–1881)
- Petrus Gerardus Vertin (1819–1893)
- Frederick Vezin (1859–1933)
- Hans Vilz (1902–1971)
- Carl Vinnen (1863–1922)
- Gottfrid Virgin (1831–1876)
- Friederike Vogel (1850–?)
- Friedrich Vogel (1829–1895)
- Hugo Vogel (1855–1934)
- Werner Vogel (1889–1957)
- Heinrich Vogeler (1872–1942)
- Richard Vogts (1874–1948)
- Alexander Hubert von Volborth (1885–1973)
- Emil Volkers (1831–1905)
- Fritz Volkers (1868–1944)
- Karl Volkers (1868–1949)
- Max Volkers (1874–1946)
- Claire Volkhart (1886–1935)
- Max Volkhart (1848–1924)
- Wilhelm Volkhart (1815–1876)
- Hans von Volkmann (1860–1927)
- Otto Vorländer (1853–1937)
- Heinrich Vosberg (1833–1891)

## W
- Cornelis de Waal (1881–1946)
- Hans Wacker (1868–1958)
- Thorsten Waenerberg (1846–1917)
- Cornelius Wagner (1870–1956)
- Juliette Wagner (1868–1937)
- Karl Wagner (1839–1923)
- Josef Wahl (1875–1951)
- Alfred Wahlberg (1834–1906)
- Erik Wahlbergson (1808–1865)
- Ehrnfried Wahlqvist (1815–1895)
- Alfred von Waldenburg (1847–1915)
- Julian Waldowski (1854–1912)
- Heinrich Waldschmidt (1843–1927)
- William Aiken Walker (1839–1921)
- Josef Wilhelm Wallander (1821–1888)
- Anton Waller (1861–1934)
- Renz Waller (1895–1979)
- Christoffer Wallroth (1841–1916)
- Johann Georg Walte (1811–1890)
- Edward Arthur Walton (1860–1922)
- Arthur Wansleben (1861–1917)
- Torsten Wasastjerna (1863–1924)
- William Dickinson Washington (1833–1870)
- Otto von Wätjen (1881–1942)
- Carl Watzelhan (1867–1942)
- Charles Meer Webb (1830–1895)
- August Weber (1817–1873)
- Evarist Adam Weber (1887–1968)
- Eugène de Weck (1872–1912)
- Carl Weddige (1815–1862)
- Erik Wedelin (1850–1881)
- Adolph Wegelin (1810–1881)
- Franz Weinack (1845–1915)
- Joseph Weingartner (1810–1884)
- Seraphin Xaver Weingartner (1844–1919)
- Friedrich August Weinzheimer (1882–1947)
- Robert Weise (1870–1923)
- Carl Weisgerber (1891–1968)
- Ferdinand Weiß (1814–1878)
- Hermann Weiß (1822–1897)
- Paul Wellershaus (1887–1976)
- Charles Feodor Welsch (1828–1904)
- Gustav Wendling (1862–1932)
- Albert Wenk (1863–1934)
- Gunnar Brynolf Wennerberg (1823–1894)
- Albert Wenk (1863–1934)
- Carl Wentzing (1784–1877)
- Max Wenzlaff (1891–1974)
- Adolf Werner (1827–1904)
- Fritz Werner (1827–1908)
- Hermann Werner (1816–1905)
- Auguste van Werveke (1866–1927)
- Ludwig Cornelius Wessel (1856–1926)
- Fritz Westendorp (1867–1926)
- Paul Westerfrölke (1886–1975)
- Victor Westerholm (1860–1919)
- Johann Fritz Westermann (1889–?)
- Max Westfeld (1882–1971)
- Edvard Westman (1865–1917)
- Heinrich Wettig (1875–?)
- Fridolf Weurlander (1851–1900)
- Heinz Wever (1890–1966)
- Christian Delphin Wexelsen (1830–1883)
- Joseph Clemens Weyhe (1807–1871)
- Karl Weysser (1833–1904)
- Edwin White (1817–1877)
- Worthington Whittredge (1820–1910)
- Friedrich Wichert (1820–1846)
- Paul Wichmann (1846–1878)
- Ernst Wichura (~1815–1843)
- Carl zu Wied-Neuwied (1785–1864)
- Maximilian zu Wied-Neuwied (1782–1867)
- Hans Wiegand (1890–1915)
- Bernhard Wiegandt (1851–1918)
- Marie Wiegmann (1826–1893)
- Rudolf Wiegmann (1804–1865)
- Franz Wieschebrink (1818–1884)
- Heinrich Wieschebrink (1852–1885)
- Adolf Wiesler (1878–1958)
- Anders Guttormsen Wigdahl (1830–1914)
- Lazarus Wihl (~1824–?)
- Christian Wilberg (1839–1882)
- Ernst Wilckinghoff (1885–1969)
- Hans Wildermann (1884–1954)
- Heinrich Wilhelmi (1823–1902)
- Paul Wilhelmi (1858–1943)
- Erwin Wilking (1899–1945)
- August von Wille (1828–1887)
- Bodo Wille (1852–1932)
- Clara von Wille (1838–1883)
- Fritz von Wille (1860–1941)
- Otto von Wille (1901–1977)
- Friedrich von Willemoes-Suhm (1853–1920)
- Ernst Willers (1802–1880)
- Frank Willis (1865–1932)
- Theodor Willnow (1815–?)
- Josef Willroider (1838–1915)
- Amalie Wilmans (?–?)
- Joseph Wilms (1814–1892)
- Charles Wimar (1828–1862)
- Adalbert Wimmenauer (1869–1914)
- Conrad Wimmer (1844–1905)
- Franz Xaver Wimmer (1881–1937)
- Richard Winckel (1870–1941)
- Peter Heinrich Windhausen (1832–1903)
- Eugen Windmüller (1842–1927)
- Mårten Eskil Winge (1825–1896)
- Fritz Wingen (1889–1944)
- Carl Wingender (1812–1894)
- Josef Winkel (1875–1904)
- Josef Winkelirer (1800–1853)
- Georg Winkler (1879–1952)
- Olof Winkler (1843–1895)
- Theodor Winter (1872–1949)
- Friedrich Wilhelm von Winterfeldt (1830–1893)
- Josef Wintergerst (1783–1867)
- Maria Barbara Wintergerst (1791–1861)
- Guillaume Wintz (1824–1899)
- Willy Franz Wirth (1895–1957)
- Franz Wirtz (1817–?)
- William Wirtz (1888–1935)
- Sebald Wirz (1887–1915)
- Hans Wislicenus (1864–1939)
- Hermann Wislicenus (1825–1899)
- Max Wislicenus (1861–1957)
- Georg Wittemann (1811–1889)
- Bruno Wittenstein (1876–1968)
- Heinrich Wittich (1816–1887)
- Rudolf Wittkampf (1881–?)
- Gustav Wittschas (1868–1953)
- Niels Wiwel (1855–1914)
- Edmund Wodick (1816–1886)
- Fredrik Wohlfahrt (1837–1909)
- Christoph Wilhelm Wohlien (1811–1869)
- Niko Wöhlk (1887–1950)
- Georg Wolf (1882–1962)
- Balduin Wolff (1819–1907)
- Fritz Wolff (1831–1895)
- Franz Wolter (1865–1932)
- Toni Wolter (1875–1929)
- Georg Wolters (1861–1933)
- Angelika von Woringen (1813–1895)
- Thomas Waterman Wood (1823–1903)
- Richard Caton Woodville d. Ä. (1825–1855 oder 1856)
- Richard Caton Woodville d. J. (1856–1927)
- Antoinette Woodville-Schnitzler (1827–1881)
- Johannes Wortmann (1844–1920)
- Hinrich Wrage (1843–1912)
- Anna Wrangel (1876–1941)
- Fredrik Ulrik Wrangel (1853–1929)
- Johann Christian Wraske (1817–1896)
- Magnus von Wright (1805–1868)
- Wilhelm Wunderwald (1870–1937)
- Carl Wünnenberg (1850–1929)
- Louise Wüste (1805–1874)
- Carl Wuttke (1849–1927)
- Alexander Helwig Wyant (1836–1892)
- Michail Jakowlewitsch Wylie (1838–1910)
- Friedrich Anton Wyttenbach (1812–1845)

## X
- Christian Xeller (1784–1872)

## Y
- Christian Fredrik Ytteborg (1833–1865)

## Z
- David Zacharias (1871–1915)
- Johann Georg Zacheis (1821–1857)
- Victor Zeppenfeld (1834–1883)
- Eduard Zetsche (1844–1927)
- Alexander Zick (1845–1907)
- Gustav Zick (1809–1886)
- Hugo Zieger (1864–1932)
- Minna Ziel (1827–1871)
- Julius Zielke (1826–1907)
- Louis Ziercke (1887–1945)
- Wilhelm Zillen (1824–1870)
- Wilhelm Zimmer (1853–1937)
- Adolf Zimmermann (1799–1859)
- Clemens von Zimmermann (1788–1869)
- Emil Zimmermann (1858–1898)
- Hans Zimmermann (1881–1961)
- August Zinkeisen (1856–1912)
- Wilhelm Zobus (1831–1869)
- Otto Zoege von Manteuffel (1822–1889)
- Adolf Zogbaum (1883–1950)
- Kilian Zoll (1818–1860)
- Ludwig Zorn (1865–1921)
- Johann Baptist Zwecker (1814–1876)